# Погребицкий, Юлиан Евгеньевич
Юлиа́н Евге́ньевич Погреби́цкий (14 октября 1930, Ленинград — 8 апреля 2006, Санкт-Петербург) — советский и российский учёный-геолог, тектонист и исследователь Арктики. Член-корреспондент РАН (1991).
Проводил изыскания в области геологии Северного Ледовитого океана, его островов и побережий. Разработанная Ю. Е. Погребицким идея внегеосинклинального развития Таймырской складчатой области положена в основу современных металлогенических построений. Выдвинул оригинальную концепцию происхождения и развития Северного Ледовитого океана. Был инициатором и организатором работ изучению строения океанской литосферы методом трансокеанических геотраверсов.

## Биография
Родился 14 октября 1930 года в Ленинграде в семье геолога, профессора Евгения Осиповича Погребицкого.
В 1953 году окончил Ленинградский горный институт.
Работал в геологических партиях в Сибири и на Крайнем Севере, в НИИ геологии Арктики (современный ВНИИОкеангеология).
С 1980 года — заведующий отделом НИИ геологии и минеральных ресурсов Мирового океана в Ленинграде.
С 1991 года руководил кафедрой исторической и динамической геологии в Ленинградском горном институте.
Читал курсы по геотектонике, геодинамике и неотектонике.
Погребицкий Юлиан Евгеньевич скончался 8 апреля 2006 года, похоронен на Смоленском кладбище в Санкт-Петербурге.

## Вклад в науку
С 1950-х годов началось широкое развитие геологической съёмки арктической суши и изучения Антарктики. Начали формирование тектонические научные школы И. П. Атласова, Б. Х. Егиазарова и Ю. Е. Погребицкого.
Были созданы обобщающие сводки и прогнозные исследования по минерагении арктического суши такими учёными как: Н. Н. Урванцев, М. Ф. Лобанов, Д. А. Додин, В. А. Милашев, Л. С. Егоров, Ю. Е. Погребицкий, Н. К. Шануренко, М. К. Иванов.
В 1970—1980-е годы развивался проект «Океанские геотраверсы» во главе с Ю. Е. Погребицким и С. П. Мащенковым.
Член-корреспондент РАН c 7 декабря 1991 года — Секция наук о Земле (география, океанология).
В 2002 году была вручена Премия Правительства РФ в области науки и техники за создание карт рельефа дна Северного Ледовитого океана для решения многоотраслевых задач и реализации национальных интересов России в Арктике. Авторы: И. С. Грамберг, В. Д. Каминский, Г. Д. Нарышкин, В. А. Посёлов и Ю. Е. Погребицкий.
И. С. Грамберг, В. Л. Иванов и Ю. Е. Погребицкий стали главными редакторами книги «Арктические моря» — итоги геолого-геофизического изучения арктического шельфа России.

## Награды
- 2003 — Орден «За морские заслуги»[4].